# Xu Nuo (freestyleskiester)
Xu Nuo (10 juli 1996) is een Chinese freestyleskiester.

## Carrière
Bij haar wereldbekerdebuut, in december 2014 in Peking, scoorde Xu direct wereldbekerpunten. In februari 2015 behaalde de Chinese in Moskou haar eerste toptienklassering in een wereldbekerwedstrijd. In januari 2019 stond ze in Lake Placid voor de eerste maal in haar carrière op het podium van een wereldbekerwedstrijd. Op de wereldkampioenschappen freestyleskiën 2019 in Park City eindigde Xu als zestiende op het onderdeel aerials.

## Resultaten

### Wereldkampioenschappen
| Jaar | Plaats    | Resultaten  |
| ---- | --------- | ----------- |
| 2019 | Park City | 16e Aerials |

### Wereldbeker
Eindklasseringen
| Seizoen   | Algm | AE  |
| --------- | ---- | --- |
| 2014/2015 | 68e  | 21e |
| 2015/2016 | 142e | 29e |
| 2016/2017 | 141e | 28e |
| 2017/2018 | 162e | 34e |
| 2018/2019 | 50e  | 11e |
| 2019/2020 | 45e  | 8e  |